# دنیس کودلا
دنیس ماکسیمیلیان کودلا (به آلمانی: Denis Maksymilian Kudla؛ زادهٔ ۲۴ دسامبر ۱۹۹۴) ورزشکار مرد رشتهٔ کشتی در دستهٔ میان‌وزن کشتی فرنگی است که در دو دوره بازی‌های المپیک ۲۰۱۶ ریو و ۲۰۲۰ توکیو برندهٔ مدال برنز شده است. او همچنین در مسابقات قهرمانی کشتی جهان، نایب‌قهرمان سال ۲۰۱۷ و برنده مدال برنز ۲۰۱۹ است.

## فعالیت حرفه‌ای

### المپیک ۲۰۱۶ ریو
کودلا در سال ۲۰۱۶ میلادی در المپیک ریو در وزن ۸۵ کیلو حاضر بود که در دور اول و دوم جاناربک کنجیف از قرقیزستان و روبرت کوبلیاشویلی از گرجستان را شکست داد اما در دور بعد از داویت چاکواتزه کشتی‌گیر روسی شکست خورد و با توجه به حضور این کشتی‌گیر در فینال، به دیدار شانس مجدد رفت. او در اولین مسابقه در شانس مجدد حبیب‌الله اخلاقی کشتی‌گیر ایرانی را شکست داد و به دیدار رده‌بندی رفت. وی در دیدار رده‌بندی ویکتور لورینس از مجارستان را شکست داد و به مدال سوم المپیک رسید.

### مسابقات قهرمانی کشتی جهان ۲۰۱۷
کودلا در وزن ۸۵ کیلو مسابقات قهرمانی کشتی جهان ۲۰۱۷ پاریس حاضر بود که هو شوای از چین، دنیل گریگوریچ از کوبا، اسلام عباس‌اف از آذربایجان و حسین نوری از ایران را شکست داد و به فینال رسید. وی در فینال به متهان بسار ترکی باخت تا به مدال نقره بسنده کند.

### مسابقات قهرمانی کشتی جهان ۲۰۱۹
کودلا در وزن ۸۷ کیلوگرم کشتی فرنگی مسابقات قهرمانی کشتی جهان ۲۰۱۹ نورسلطان حاضر بود که در مسابقه های اول تا سوم طارق عبدالسلام از بلغارستان، عامر هروستانوویچ از اتریش و رامین طاهری از ایران را شکست داد اما در نیمه نهایی به ژان بلنیوک از اوکراین باخت و به دیدار رده‌بندی رفت. وی در دیدار رده‌بندی میکالای استادوب از بلاروس را شکست داد و مدال برنز وزن ۸۷ کیلوگرم را بدست آورد.

### المپیک ۲۰۲۰ توکیو
کودلا در وزن ۸۷ کیلوگرم کشتی فرنگی المپیک ۲۰۲۰ توکیو حاضر بود که در کشتی اول نورسلطان تورسینوف از قزاقستان را شکست داد اما در کشتی بعد به ویکتور لورینس از مجارستان باخت و با توجه به حضور این کشتی‌گیر در فینال، به دیدار شانس مجدد رفت. او در مرحله شانس مجدد اتابیک عزیزوف از قرقیزستان را شکست داد و به دیدار رده‌بندی رسید. وی در این دیدار محمد متولی از مصر را شکست داد و مدال برنز وزن ۸۷ کیلوگرم را بدست آورد.